# Amphipoea auricula
Amphipoea auricula là một loài bướm đêm trong họ Noctuidae.